# 11e Congrès national du Kuomintang
Le 11e congrès national du Kuomintang est le onzième congrès national du parti nationaliste Kuomintang, tenu du 12 au 18 novembre 1976 à Taipei, Taïwan,.
Il s'agit du premier congrès du parti depuis que la république de Chine a perdu son siège aux Nations unies en 1971 et après la mort du généralissime Chiang Kai-shek en 1975.

## Résultats
Les membres du Congrès ont pleinement soutenu Chiang Ching-kuo pour devenir président du Kuomintang après la mort du président du parti Tchang Kaï-chek le 5 avril 1975 .